# Casa d'Aaró
La Casa d'Aaró, també anomenada: Ordre d'Aaró (en anglès nord-americà : House of Aaron, Order of Aaron ) és una comunitat religiosa dels Estats Units, que no forma part del Moviment dels Sants dels Darrers Dies (SDD).

## Història

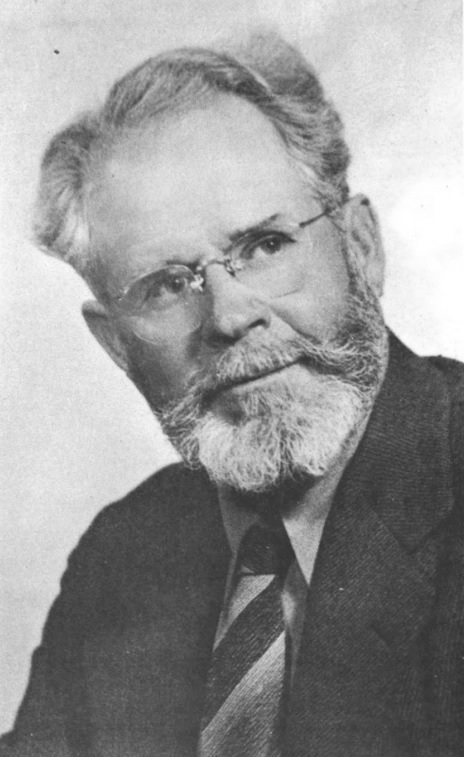
Maurice L. Glendenning, fundador de la Casa d'Aaró.

La comunitat no considera el profeta mormó Joseph Smith com un profeta de Déu ni el Llibre de Mormó com un text sagrat. La relació amb el moviment dels SDD és més històrica que teològica, i la pròpia comunitat no es considera com a pertanyent al mormonisme.
Glendenning va ser acomiadat de l'Església de Jesucrist dels Sants dels Darrers Dies, perquè va afirmar haver rebut revelacions del profeta Elies. El 1944, Glendenning va publicar la seva revelació en un llibre anomenat "El Llibre d'Elies". Els "Escrits Levítics", publicats el 1978, inclouen el "Llibre d'Elies" i noves revelacions religioses. En 1956, la Casa d'Aaró, va fundar una comunitat residencial a Eskdale, al desert de Utah. Tanmateix, no tots els seguidors van anar-hi a viure, alguns van continuar habitant a la societat nord-americana.
Actualment, la comunitat té parròquies a Eskdale, Partoun i Murray, totes a Utah, la congregació té més de mil seguidors. Doctrinalment, l'Ordre d'Aaró combina elements del cristianisme i el judaisme. El moviment observa el Sàbat, les reunions es celebren el dissabte, que és considerat com un dia sant. La congregació fa servir el nom YHWH (Jahvè) per pregar a Déu i el nom hebreu Yeshua per a Jesús. El moviment celebra algunes festivitats jueves del calendari hebreu. La congregació professa la fe en la Santíssima Trinitat, Déu Pare, Fill i Esperit Sant. La Casa d'Aaró reconeix el sacrifici expiatori de nostre Senyor Jesucrist a la creu.
La Casa d'Aaró forma part del moviment messiànic Alliance of Redeemed Israel (ARI). L'Ordre d'Aaró accepta el penediment i practica el baptisme i la imposició de les mans. La Casa d'Aaró, creu en la Santa Bíblia com a escriptura sagrada i creu en la Salvació per la fe. L'Ordre d'Aaró es una església que vol preparar als seus creients per a la Segona Vinguda de Crist, la Parusia. La Casa d'Aaró considera l'obra expiatòria de Crist com l'expressió perfecta del sacerdoci aarònic de l'Antic Testament i creu que l'església ha de proclamar aquesta expiació, d'aquesta manera, l'església ha arribat a ser part del sacerdoci levític d'Aaró. Segons els membres d'aquesta congregació religiosa, quan les Tribus d'Israel acceptin el cristianisme, el sacerdoci de l'església assolirà el seu pinacle.